# Séisme de 2020 à Elâzığ
Le séisme de 2020 à Elâzığ se produit le 24 janvier 2020 à 20 h 55 (heure locale), touchant principalement les provinces Elâzığ et de Malatya,. Sa magnitude est de 6,7 Mw. Le bilan est de 41 morts et 1 607 blessés.